# サンティアゴ・メドラノ
サンティアゴ・メドラノ（Santiago Medrano、1996年5月6日 - ）は、トップ14RCヴァンヌに所属するラグビーユニオン選手。

## プロフィール
- アルゼンチン・ブエノスアイレス出身。
- ポジションはプロップ(PR)。
- 身長 186cm、体重 115kg
- U20アルゼンチン代表に選ばれたことがある。
- アルゼンチン代表キャップは33（2023年2月現在）でワールドカップ2019のアルゼンチン代表に選ばれた[1]

## 略歴
レガータスを経て、2018年、ハグアレスに加入。 
2021年、フォースに加入。 
2022年、ウスター・ウォリアーズに加入。同年10月、ウスター・ウォリアーズ破産に伴い、フォースに復帰。 
2024年、RCヴァンヌに加入。 